# Laghaim
Laghaim（現在はエターナルカオスNEO、略称はEC）は、韓国のゲーム会社T-Entertainmentによって製作されたオンラインゲームである。種別としてはMMORPGに分類される。日本での運営はガマニアデジタルエンターテインメントが行っていた。2001年12月11日よりβテスト開始、2013年3月3日23:59配信終了。総配信期間は11年83日、正式サービスからの配信期間は10年134日となっている。

## 基礎知識

### 特徴
多くのプレイヤーがリアルタイムに世界を共有することが可能なフル3Dオンラインゲーム（MMO-RPG）。
ソロ(1人)でも大人数でも気軽にプレイでき、低スペックPCでもプレイ可能なゲームとされる。
大量のモンスターを短時間で片付けることができ、しかもある程度までのレベルまでであれば比較的簡単に上がることから、サクサク感が売りのゲームであると評価されることが多い。
ゲーム世界は決して広くないが、その分、他のユーザーとの距離が近く、コミュニケーションが取りやすいという特徴がある。また、少ない時間でも、少人数で気軽にパーティを組んでモンスターハンティングに行くということも容易である。ユーザーの中には、レベル上げやアイテムハントより、ゲーム内の仲間とのコミュニケーションを楽しんでいる者も少なくない。

### 歴史
Laghaimとは韓国のNako Interactive社によって開発されたフル3DMMORPG。韓国では2001年8月からβテストが開始された。2007年、Nako Interactive社は韓国の芸能・スポーツエンタテインメント企業T-Entertainment社に買収された。同時にラストカオスも同社に移管され、さらに同社は2007年11月30日にSecond Life韓国版の運営を開始した。その後、文房具メーカーBaronson社のグループ企業､BarunsonGames社に移管され開発を担っている。
日本ではNako Interactive Japan社の運営で2001年12月11日からβテストが開始された(同時期には2001年11月29日ラグナロクオンラインのβテスト、2001年12月17日ファイナルファンタジーXIのPS2版のβテストがそれぞれ開始されており、知名度は低いもののこれらと並ぶ老舗ゲームである)。
その後、2002年8月にGamania Digital Entertainment社が配信権を獲得し、日本では「エターナルカオス」(略してエタカ)と改称された。2002年10月21日に正式サービスが開始され、GASHと呼ばれるプリペイド式のネットマネーでの支払い(月980円)による月額課金制度でスタートした。その後、ユーザ数の減少に伴い、2005年3月10日に当時では異例となる、月額料金を無料としてその代わりにアイテムをユーザーに購入してもらうことで売上を得るアイテム課金制(ハンターチャンス)へと、課金制度の移行が行なわれた(ハンターチャンス自体は2004年12月に開始されていた)。このことが眠らない大陸クロノスやMU -奇蹟の大地-など月額課金制を取っていた老舗ゲームらのアイテム課金制移行へのきっかけになったといわれている。
2007年8月8日のバージョンアップで「エターナルカオスNEO」と名称が変更された。
当初、日本版はガマニアグループ本社のある台湾にゲームサーバが設置されていたが2003年6月18日～6月19日のメンテナンスで日本へ移行された。
2012年10月、開始から10周年を迎え、長寿ゲームとなったが翌2013年1月22日に2月26日をもって日本国内でのサービス終了がアナウンスされた(3月3日に延長)。

### 諸外国での運営
開発元であるNako Interactive社は海外パブリッシングに積極的で、韓国や日本の他に、台湾、中国、香港、タイ、インドネシア、マレーシア、イギリス、フランス、ドイツ、アメリカ、ブラジルでLaghaimの配信が行なわれた。もともとブロードバンド環境に乏しかったヨーロッパでは苦戦を強いられ、物珍しさにイギリス版では一時盛況であったものの、有料化後はユーザ数を伸ばすことができず、フランス版は最初から過疎状態で短い間でサービスが終了してしまった。その中でドイツ版(名称:Biosfear)は順調にユーザ数を増やし、欧米版では唯一、メビウスアリーナが設置され、さらには2003年8月開始と日本のオリオンサーバよりも開始が遅かったにもかかわらず、ハイメタ(LV300)到達は日本より先(2005年7月)というユーザのパワーが目立った。しかしそのドイツ版も何度も運営会社が変わり、最後のGampia社の倒産に伴う事業差し止めにより2007年6月3日をもってサービス終了となってしまった。ドイツ版は現在もユーザフォーラムで様々な議論がされている。さらに2007年11月30日には不具合等にも寛大な目を持つユーザが多いと思われていた台湾、ならびに中国、香港でのサービス終了となり日本のユーザを心配させた。その後、インドネシア、マレーシア、ブラジル、アメリカでのサービスが終了(いずれも終了時期不明)したが欧州において2010年10月にオランダのゲーム会社NGAが配信権を取得し、11月30日にクローズβ開始、そして2011年1月5日よりオープンβ開始の告知がされていたが当日に延期が発表され、2ヵ月後の3月22日に開始された。その欧州版は同年11月2日で正式サービスが開始されることなく終了。2013年3月に日本でのサービスが、2015年12月31日でタイでのサービスが終了したため、現在は韓国のみで運営されている。

このように各国で運営されていたため2006 FIFAワールドカップを記念したイベント装備品として韓国、日本、ドイツ、ブラジルのサッカーユニフォームが登場したことがある。しかし当時、多くの日本ユーザは韓国、日本はともかく、なぜドイツ、ブラジルのユニフォームが登場するのか知る者は少なかった。また、2008年にはハンターチャンスにて星条旗装備(マント、羽)も登場した。

### 現状
定期的にバージョンアップが行なわれているが、多発する不具合で運営会社はユーザの信頼を損なってしまっている。しかし、開発元にも問題があるとされ、ほぼ世界共通でパッチを展開し、同様の不具合が各国のフォーラムで議論がされていた。種族バランスは韓国の仕様がそのまま用いられ、各国ユーザの声はほとんど届かなかった。なお、日本版には韓国版をベースとした各国版にはない多くの独自仕様(LV250までの経験値、攻城戦の費用、装備強化等)が存在していた。
エターナルカオスNEOとなった時点で日本の運営元のゲームディレクターが交代した。その後、ゲームディレクターがゲーム内で座談会を開いてユーザーの意見を広く取り入れるといった試みが行われるなど、それ以前に比べてゲームバランス改善の動きが活発に見られるようになった。
2008年、アカウントがハックされ所持アイテムが盗難にあうという被害が多発したが当初サポート側からは何ら告知はなく数ヶ月たって多数の被害者の書き込みが公式BBSに書き込まれやっと対応を始めたがいまだ被害者の救済は終わっていない。
2008年度末のバージョンアップにおいても単純且つ重大な不具合が多数発生しユーザーから直後に不具合の問い合わせが多数発せられるもサポートからの告知対応はなく数日以上放置されるという状態であった。これら不具合は半年たった今もなお改善されていない。また、不具合によりアイテムが消失するというものがあり多くの被害者をだしたがアイテムの復旧返還はいまもなおなされていない状況である。
上記、不具合への対応状況の報告等はサポートからは一切されることはなくなり。課金アイテムの告知のみがなされるという通常考えられない状態となっている。
また2011年頃から上位マップのボスモンスターが不正ツール使用者によって次々と狩られており、運営も対処はするものの対応が遅く大きな問題となっている。
2012年現在、正式サービス10周年を迎えている
このゲームではレベルに上限が存在しないため、キャラクターはおおよそプレイ時間に応じた強さとなる。このことが初期から始めたユーザーと、途中から始めたユーザーとの間のレベル格差を生み出してしまっている。そのため、現状では新規ユーザーがとっつきにくく、新規ユーザー数が伸び悩む傾向にある。また、既存ユーザーと新規ユーザーとのGOLDの所得格差も大きいが、ギルドに入ることができれば中堅層の装備までなら貸し出ししてくれるギルドも多い。
また、モンスターハンティング以外、他ゲームにあるような「生産」というシステムがほとんど存在しないため、レベル上げゲームという印象が強い。

### パッケージ版
現在、ゲームクライアントはダウンロードのみとなっているが、過去に特典付パッケージ版が店頭販売されている。
- Paster Pocket Softシリーズ002「エターナルカオス 2003」

発売日:2003年6月6日(ファミリーマートは7月17日)

価格:525円(税込)

販売元:アドレス

特典:45日間無料（新規登録ユーザーのみ）、スペシャルダンジョンマップ、スペシャルムービー

販売店舗：全国家電量販店、ファミリーマート

- エターナルカオス 制服パック

発売日:2004年8月6日

価格:525円(税込)

販売元:イーフロンティア

特典:15日間無料（新規登録ユーザーのみ）、制服装備、デーモンマスク

販売店舗：全国家電量販店

いずれも有料時に発売されたため、現在は期間無料サービスは適用されない。制服パックのデーモンマスクは期間無料サービスに代わり後から追加された。また制服パックは当時の20日間無料と合せて35日間の無料となった。

なお、同梱のプレゼントIDは現在も有効で、公式サイト(プレゼント引換サービス)よりIDを入力することで特典アイテムを入手することができる。

発売当時は525円(税込)と廉価であったため、新規ユーザを取り込んだ(とりわけ2003年ではコンビニ販売と学生の夏休みも重なり新規ユーザが増加した)。

## コラボレーション
2002年の正式サービス開始時にはビビアン・スーがイメージキャラクターとして活動（もともと、台湾ガマニアのイメージキャラクターでもあった）。スー自身もしばらくの間、プレイヤーとして参加してプレイし、ユーザと交流した。
2003年ガマニアは一般公募の中から選ばれた女の子30人をユーザが選ぶ「GALmania2003 クリック美少女コンテスト」（略してクリコン）を行なった。これは同社のイメージガールをユーザに選んでもらって、勝者は同社のプロモーション活動を行なってもらうものであったが、彼女らは公式サイトでの自己紹介だけでなく、本ゲームや巨商伝に実際にログインしてユーザと交流を行なった。本ゲームでは「○○○クリコン」（○はサーバ名）という名のギルドに所属し、ほとんどの参加者は雑談程度でコンテスト終了とともに活動を終了したが、中にはコンテスト用とは別のキャラクターを作り、引き続き一般ユーザとしてギルドを作ったりするなどユーザとの交流、プレイを続けた者もいた。主な参加者の中にきこうでんみさらがいる。なお、その後のメルマガにて、コンテスト中彼女らも課金を行なっていたことが明らかになっている。また、コンテストに参加はしていなかったが鈴々木保香もユーザーとして参加していたことをブログで綴っていた。

## 種族
1アカウント内に最大5キャラクターを作成することができる。

作成する際、髪型やステータス等を若干変更することが可能。

一度作成すると途中で種族変更はできない。また、転職・転生といったシステムも存在しない。

### ブルカン
接近戦中心の前衛型。攻撃、防御ともに優れており、対人戦においても早くから活躍できる。

武器は剣と斧の2種類から選択できるが、並外れて斧の方が性能が良い。

レベルが高くなるほど急激に強くなる傾向があり、操作も他種族と比較して簡易な上、唯一壁となれる種族な為、人気が高く日本ではプレイヤー数も他種族に比べて最も多い。

### カイリプトン
杖を用いた魔法を主体とした遠距離攻撃が中心。攻撃力が高い代わりに防御面が弱いため、常に敵からの攻撃に注意が必要。

序盤から唯一範囲攻撃ができる。状態異常スキルが豊富で、対人では育て方によっては脅威になる。

レベルが高くなるほど急激に強くなる傾向があり、近年では韓国では最もプレイヤー数の多い種族である。

### ヒューマン
銃や重火器を使用した遠距離攻撃タイプ。攻撃力も防御力もそれなりにあるバランス型。

宝石加工や採集、また一部の装備品を生産することができる。

対人戦では可もなく不可もなく。遠距離から通常攻撃を行うことができるため、序盤はかなりレベルが高くなるほど

### エイディア
遠距離サポート型。武器はリングを使用。攻撃力も防御力も乏しいが、支援スキルが豊富なため主に多人数での狩りで活躍できる。

召喚獣を使役することができ、前衛種族には及ばないものの盾要員もこなせる。

特殊な補助スキルが多く、エイディアのスキルがなければ狩れないモンスターも存在する。

### ハイブリーダー
アカウント内にLV200以上のキャラがいれば作成することができる種族。

近接攻撃中心。武器は2種類あり、攻撃力が高い代わりに防御力の低い双剣と、防御力がある代わりに攻撃力がないハンマーとでタイプが分けられる。

双剣は対人では特殊スキルを使用し相手の即死を誘発することができ、ハンマーは味方の回復が行えるが、全体的に対人にはあまり向いていない。

ポジションがブルカンと重複している上、使用可能条件があるなど、その扱い難さもあって最も人気が低い種族である。

### パロム
アカウント内にLV300以上のキャラがいれば作成できる種族。

近接攻撃中心であるが範囲攻撃も存在する。独特なモーションと特定ダメージ攻撃などレベルが高くなるにつれ強力なスキルを持つ。

しかし、スキル一つ一つや専用の武器防具作成に膨大なお金が必要であること、日本では終了1年前に導入されたため情報も少なく、すでに既存種族が成熟されていた中では取り組む者も少なかった。

だが、レベル上昇とともに対モンスター、対人戦で大変な脅威であることが明らかになった。

## ゲームシステム

### ギルド
ギルドとは、一定の目的を持ったユーザーの集団である。この概念は一般的なMMORPGとほぼ同じである。

### 攻城戦
攻城戦とは、複数のギルド同士の戦争（いわゆるギルド戦）である。城主ギルドになると税収を獲得できる。
シャイロンマップのボルディン城戦、ホワイトホーンマップのファイブフィンガー城、過去には低レベル帯用としてデカルディマップのロストーレルム城戦が行なわれ、2013年現在ボルディン城とファイブフィンガー城でのみ行われている。ボルディン城主はメビウスアリーナでの指揮官を担当する。

### エボリューションエンカウンター

#### 概要
エボリューションエンカウンターとは、1つのギルドが、決められた時間内でボスモンスターを倒すことを目的とするバトルシステムである。
倒されたボスモンスターからは多数のアイテムがドロップする。また、大量に出現する通常モンスターからも多数のアイテムやGOLDがドロップする。

#### 特徴
エボリューションエンカウンター中に出現するモンスターからは、多くの経験値やGOLDを得ることができる。このため、お金稼ぎを目的とし、少人数で挑戦されることが多い。
また、たとえばプレイヤーが所属するギルドがAであり、エボリューションエンカウンターを実施するギルドをBとする。ギルドBで人員不足が発生した場合などに、一時的にギルドAからギルドBにキャラを移し、エボリューションエンカウンター終了後にギルドAに戻すといった行為も日常的に見られる。

#### 問題点
エボリューションエンカウンターに挑戦するためには、毎日午後6時に、所定のマップの所定の位置にいるNPCに予約申請しなければならない。しかしながら午後6時は一般的な社会人が仕事をしている時間帯であるため、平日に予約申請ができる人は限られてしまっている。
また、予約枠も毎日10個しかない。そのため、挑戦できるギルドは一握りであり、すべてのギルドに対して平等なシステムとはなっていない。

### ファッションシステム
ファッションシステムとは、キャラクターの防御力には反映されないが、見た目にのみ反映される防具のことである。このゲームでは、いわゆるコスプレ装備（防御力が低いが見た目が可愛いものなど）の種類が多く、さらにユーザーは防御力とは関係なく自分好みの装備をする傾向が強かった。このため、日本の運営元が韓国の開発元に掛け合ってファッションシステムが実現した。

### デカレンインスタンスダンジョン

#### 概要
既存のデカレンダンジョンが置き換わったもの。
パーティ毎に1つのダンジョンが割り当てられるため、ダンジョン内には自分が所属するパーティメンバー以外は存在しないという特徴がある。
長い道のりの先に強力なボスモンスターが待ち構えており、そのボスモンスターを倒すことでレアアイテムを一定の確率で入手することができる。

#### 問題点
デカレンインスタンスダンジョンの導入当初は、高レベル帯のプレイヤーが日常的にボスモンスターを倒していたため、レアアイテムが高レベル帯のプレイヤーの手に集中的に渡っていたという問題があった。
また、既存のデカレンと置き換える形で導入されたのでデカレンで出現するモンスターが対象となるクエストを該当レベルのキャラクターのみで遂行することがほぼ不可能となっている。
同様にデカレンに生息するモンスターから採取するアイテムが必要な生産品を作成することが難しくなった。

## ハンターチャンス

### 概要
ハンターチャンスとは、このゲームにおける課金システムのことで、ゲーム内のアイテムをギャンブル形式で手に入れるという、一種のゲームである。
具体的には、まずユーザーはあらかじめプリペイド式のネットマネー「GASH」を購入する。そしてそのGASHを消費することでハンターチャンスをプレイする。ハンターチャンスでは、ゲーム内で手に入れることが難しいアイテムや、ゲーム内では手に入らない一時的な能力強化アイテムなどを手に入れることができる。

### 特徴
ハンターチャンスは、欲しいアイテムを指定して購入する一般的なアイテム課金とは異なる。ユーザーはハンターチャンスのコースを何通りかの中から選択し、そのコースの中からランダムでアイテムを得る。入手可能なアイテムはコース毎によって異なり、レアなアイテムほど入手しづらい仕様となっている。
このため、ユーザーはレアなアイテムを手に入れようと思ったら必然的に何度もハンターチャンスに挑むことになり、結果的にユーザーの出費も大きくなる。
また、どのアイテムが入手できるかはシステムによって完全にランダムに決められてしまうため、ユーザーは欲しいアイテムが手に入るまでハンターチャンスに挑まざるを得ない。結果は運次第なので、欲しいアイテムが1回で手に入ることもあれば、何度やっても全く手に入らないこともある。

### 問題点
もともとゲーム内ではほとんど入手することができないようなレアアイテムでさえも、ハンターチャンスで入手できるようになってしまったこともあった。そのため、ゲームバランスの破壊的行為であるとの不平不満がユーザーから挙がることも少なからずあった。
また、不正ツール使用者のドーピングアイテムの買い占めやハンターチャンスでの出にくさなどにより2012年現在モンスターを討伐するのに必須なドーピングアイテムの値段が高騰化している。

## レベルアップエクスタシー
2007年8月8日のバージョンアップで導入された新アカウント用に設けられたシステムである。新たにアカウントを取得すると、倉庫内に時限性装備（倉庫からの取り出し後、一定時間経過後に消失する装備）や経験値2倍・攻撃力2倍アイテム(30分)100個といった強化アイテムがついてくる。レベルアップのスピードが売りという名目でスタートした。
しかし老舗ゲームの宿命上なかなかユーザ獲得につながっておらず苦戦が強いられている(各種で広告は見かける)。
実際に活用しているのは既存のユーザーがほとんどで、セカンドキャラクターのスピード育成に用いられている。

### 公式サイト(現在は韓国以外リンク切れ)
- Laghaim公式サイト（韓国語）
- エターナルカオスNEO公式サイト（日本語）
- Laghaimタイ版公式サイト（タイ語）
- 北米Savage Eden公式サイト（英語）
- ブラジルKaos Online公式サイト（ポルトガル語）
- Laghaim欧州版公式サイト（英語）

### プレイヤーによる非公式サイト
- EC Fan Site（日本語）